# Jean-Baptiste de Voglie
Jean-Baptiste de Voglie, né Jean Bentivoglio en 1723 ou 1724 et mort en octobre 1777, est un ingénieur des ponts et chaussées italien.

## Vie et carrière
Issu de la branche souveraine de Ferrare des Bentivoglio, Jean de Voglie entra dans le corps des Ponts et chaussées en 1742 et fut sous-ingénieur de Perronet à Alençon où il se distingua par le lever d'un grand nombre de plans de routes. En 1746, il passa dans la généralité de Paris, et en 1751 il fut nommé ingénieur en chef de la généralité de Tours en remplacement de Bayeux, inspecteur général en 1770, où il eut la direction des travaux d’achèvement du pont de Tours.

## Ouvrages
Dès 1733, il présenta le projet de reconstruction du pont de Saumur qui porte, on ne sait pourquoi, le nom de son collaborateur Cessart. Il s'agit d'un pont en douze arches de vingt mètres dont il dirigea les travaux et y fit, en 1737, la première application de la fondation par caissons échoués sur des pieux récépés à plus de 2,50 m sous les basses eaux.

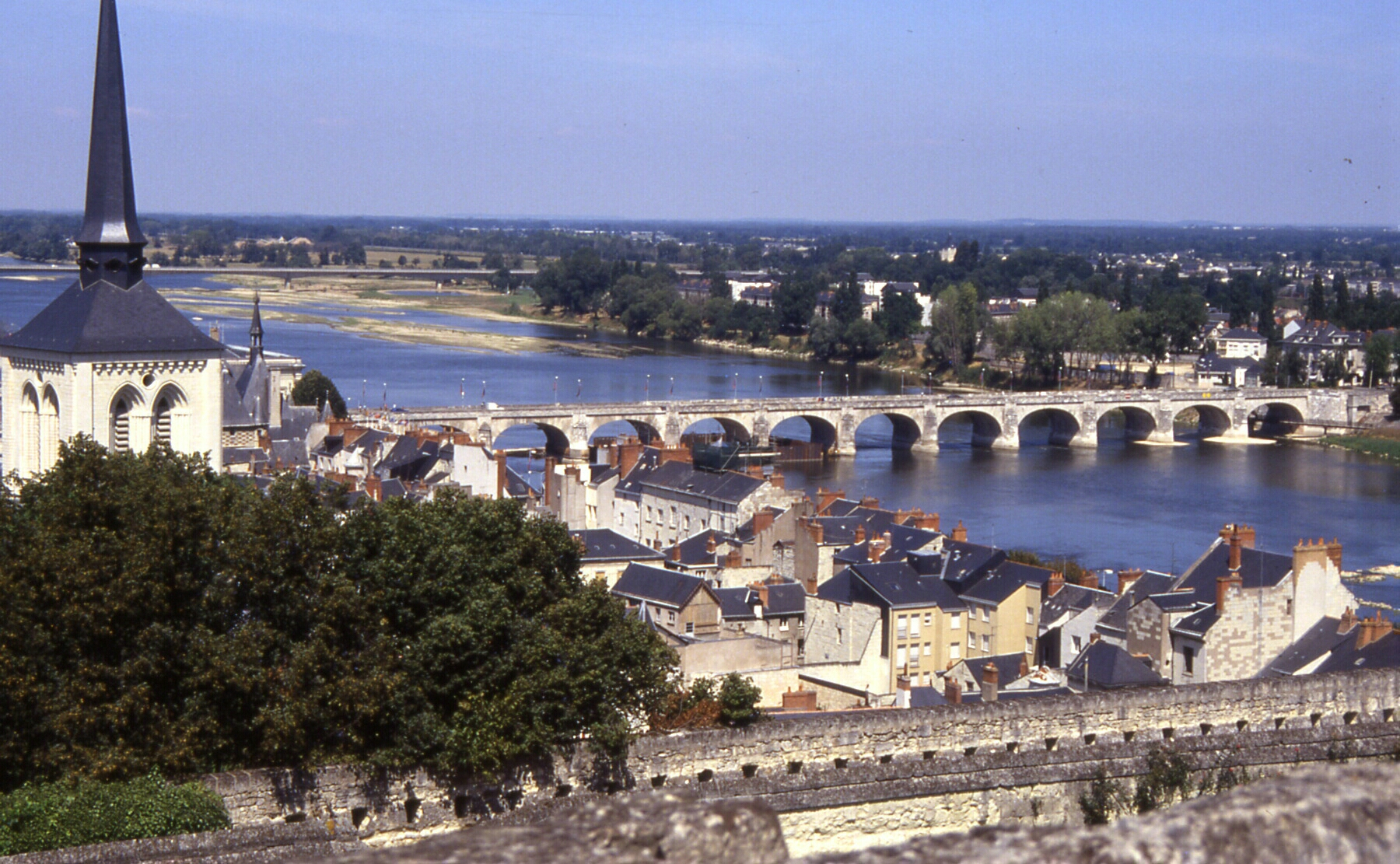
Pont Cessart, Saumur

Les caissons avaient été employés dès 1738, à Londres, pour les travaux du pont de Westminster par l'ingénieur Charles Labelye (1705-1781), mais alors ils avaient été échoués directement sur le fond de la Tamise, tandis qu'à Saumur la principale difficulté consistait dans la nécessité de recéper les pieux de chaque pile suivant un plan horizontal, à une grande profondeur sous l'eau, pour servir d'assiette aux caissons, et c'est à vaincre cette difficulté que consista surtout le mérite de l'ingénieur en chef de Voglie.
Successeur désigné, dans les places de premier ingénieur et directeur, de Perronet, avec qui il était intimement lié, de Voglie n’eut pas le temps, prématurément emporté par la maladie, de lui succéder.
L’architecte Lecreulx, dont il fut longtemps le chef à Saumur, a dit de lui que « Personne n’a mieux possédé que lui l’esprit de conciliation dans les affaires, n’a été plus intelligent pour les combiner sous toutes les faces et plus propre à saisir le moment convenable pour leur succès. Il joignait à une activité infatigable une facilité singulière pour leur expédition. ».
De Voglie avait fourni un article sur la construction des ponts à l’Encyclopédie de Diderot et D’Alembert qui utilisèrent également son mémoire sur les ardoisières pour les volumes de planches.